# Belina (Eslováquia)
Belina (em húngaro: Béna) é um município da Eslováquia, situado no distrito de Lučenec, na região de Banská Bystrica. Tem 6,48 km² de área e sua população em 2018 foi estimada em 638 habitantes.

## Demografia
| Ano:        | 1994 | 2004   | 2014   | 2024   |
| ----------- | ---- | ------ | ------ | ------ |
| Broj ljudi: | 585  | 618    | 633    | 619    |
| Razlika:    |      | +5,64% | +2,42% | -2,21% |

| Ano:               | 2023 | 2024   |
| ------------------ | ---- | ------ |
| Número de pessoas: | 616  | 619    |
| Diferença:         |      | +0,48% |